# Reza Davari Ardakani

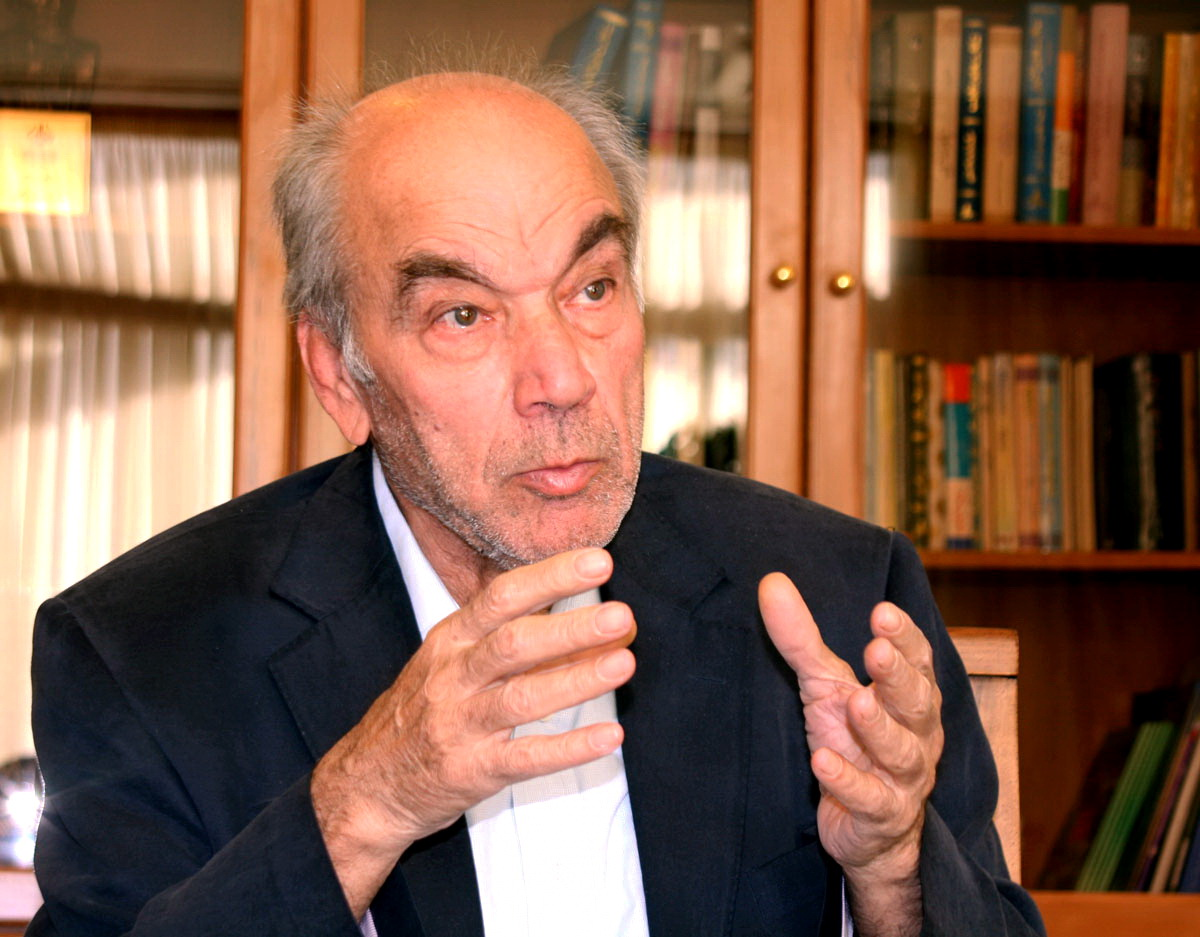
Reza Davari Ardakani

Reza Davari Ardakani (persisch رضا داوری اردکانی, DMG Reza Davarī Ardakanī; * 6.7.1933 in Ardakan) ist ein iranischer Philosoph.

## Leben
Davaris philosophisches Denken gilt als von Martin Heidegger beeinflusst. Er ist bekannt für seine Kritik an der westlichen Kultur.
Davari ging in Arkadan zur Grundschule, wurde 1951 selbst Lehrer. An der Universität Teheran studierte er bis 1967 Philosophie. An derselben Fakultät der Universität Teheran arbeitete er als Dekan von 1979 bis 1981. Des Weiteren leitete er die iranische Nationalkommission für die UNESCO von 1979 bis 1982 als Vorsitzender der Iranian National Commission for UNESCO. Zudem war Davari Chefredakteur des Farhang Journal. Seit 1998 ist er Direktor der Iranischen Akademie der Wissenschaften.
Aktuell ist Davaris emeritierter Professor im Fachbereich Philosophie. Zu seinen philosophischen Forschungsgebieten gehörten Grundfragen zur Ethik, Metaphysik, Ästhetik und zur Geschichte der Philosophie.
Im Jahre 2014 äußerte er seine philosophischen Ansichten über die westliche Kultur auch im SPEKTRUM Magazin.